# Norito
Norito (jap. 祝詞) sind ritualisierte Gebete im Shintō. Sie richten sich stets an einen oder mehrere Kami und werden in altertümlichem Japanisch vom jeweils obersten Shintō-Priester rezitiert.

## Etymologie
Die genaue Bedeutung des Wortes ist noch nicht eindeutig geklärt. Allerdings leitet es sich wohl von der Nominalisierung des Verbs noru ‚verkünden‘ ab mit dem Suffix to. Die übliche Schreibweise ist 祝詞 mit der Bedeutung ‚Gebetsworte‘, wobei die Schriftzeichen nur in diesem Kontext so gelesen werden (Jukujikun), d. h. einem älteren japanischen Wort wurden chinesische Schriftzeichen allein nach deren Bedeutung zugewiesen ohne Rücksicht auf deren Aussprache. Die Schriftzeichen 祝詞 basieren wiederum auf dem chinesischen Begriff 祝文 – „magische Worte eines Schamanen für die Götter“ wobei das letzte Schriftzeichen mit der Bedeutung ‚Schrift‘ durch jenes für ‚(gesprochene) Worte‘ ersetzt wurde. Weitere Schreibweisen für norito bzw. mit Suffix 言 ‚Worte‘ auch noritogoto (auch kurz notto) waren 詔戸言 ‚Dekret-Tür-Sagen‘ im Kojiki, 詔刀言 ‚Dekret-Schwert-Sagen‘ im Nakatomi no yogoto, 諄辞 ‚unterstützende Worte‘ im Nihonshoki, 告刀 ‚verkünden-Schwert‘ im Kōtai jingū gishikichō und 法刀言 ‚Gesetz-Schwert-Sagen‘ im Ryō no shūge, wobei die Schriftzeichen für Tür/Schwert nur wegen ihrer phonetischen Aussprache to verwendet wurden.

## Bedeutung
Norito sind seit der Veröffentlichung der Gebets-Sammlungen im Engishiki des 10. Jahrhunderts in hohem Maße auf 27 Stück standardisiert worden. Zumeist ändern sich im vorgetragenen Text lediglich der Anlass des mit dem Norito zusammen dargebrachten Opfers an den oder die Kami, der Name des Opfernden, der Name des vollziehenden Priesters und der Anlass des Opfers. Die 27 Norito sind anlässlich:
1. Neujahrsgebete für eine gute Ernte (祈年祭 Toshigoi no matsuri)
2. Kasuga-Fest (春日祭 Kasuga no matsuri)
3. Großes-Tabu[= Nahrungsgöttin]-Fest von Hirose (廣瀬大忌祭 Hirose no Ōimi no matsuri)
4. Fest der Windgötter von Tatsuta (龍田風神祭 Tatsuta no kaze no kami no matsuri)
5. Hirano-Fest (平野祭 Hirano no matsuri)
6. [Fest für die Gottheiten] Kudo und Furuseki/Furuaki [von Hirano] (久度古關 Kudo Furuseki/Furuaki)
7. Tsukinami-Fest des 6. Monats (六月月次 Minazuki no tsukinami)
8. Großes-Palast-Fest (大殿祭 Ōtono hokai)
9. Palasttorfest (御門祭 Mikado hokai)
10. Große Reinigungszeremonie am Ende des 6. Monats (六月晦大祓 Minatsuki no tsugomori no ōharae)
11. Mystische Worte wenn die Fumi no Imiki von Yamato das Schwert präsentieren (東文忌寸部献横刀時ノ呪 Yamato no Fumi no Imiki-be no tachi o tatematsuru toki no ju)
12. Fest zur Befriedung des Feuers (鎮火祭 Hoshizume no matsuri)
13. Straßenbankett-Fest (道饗祭 Michiae no matsuri)
14. Großes Ernteoperfest [bei Thronbesteigung eines neuen Kaisers] (大嘗祭 Ōnie no matsuri)
15. Fest zur Befriedung der erhabenen Geister in/mit Iwaido (鎮御魂齋戸祭 Mitama o iwaido ni shizumuru matsuri)
16. Erntegebetsfest im 2. Monat und Tsukinami-Fest im 6. und 12. Monat (二月祈年、六月十二月月次祭 Nigatsu no toshigoi, Minazuki-Shiwasu no tsukinami no matsuri)
17. Fest des Toyouke-Schreins (豊受宮 Toyuke no miya)
18. Fest der Robengottheit im 4. Monat (四月ノ神衣祭 Uzugi no kanmiso no matsuri)
19. Tsukinami-Fest im 6. Monat (六月ノ月次祭 Minazuki no tsukinami no matsuri)
20. Fest der Ernteopfer für die Götter im 9. Monat (九月ノ神嘗祭 Nagatsuki no kannie no matsuri)
21. Selbes Fest im Toyouke-Schrein (豊受宮同祭 Toyuke no miya onajiki matsuri)
22. Selbes Fest der Ernteopfer für die Götter (同神嘗祭 Onajiku kannie no matsuri)
23. Weihung der kaiserlichen Prinzessin zu ihrer Ankunft (斎内親王奉入時 Itsuki no himemiko o irematsuru toki)
24. Rituelle Wörter für den Umzug des Schreins einer großen Gottheit (遷奉大神宮祝詞 Ōkami no miya o utsushimatsuru norito)
25. Worte zur Vertreibung einer bösen Gottheit (遷却祟神祭 Tatarigami o utsushiyaru kotoba)
26. Präsentation der Gaben anlässlich der Abreise einer Gesandtschaft nach China (遣唐使時奉幣 Morokoshi ni tsukai o tsukawasu toki ni tatematsuru mitegura)
27. Glückwünsche an die Gottheit durch das Oberhaupt von Izumo (出雲国造神賀詞 Izumo no kuni no miyatsuko no kan’yogoto)

Die Norito 1 bis 15 sind für Hofriten und nach ihrer zeitlichen Reihenfolge sortiert, Nummer 16 bis 24 beziehen sich auf Feste des Ise-Schreins, während die letzten drei bei außergewöhnlichen Anlässen rezitiert werden.
Die Wirksamkeit (in Bezug auf die Gunst des oder der Kami, an den oder die man sich wendet) eines Norito soll von der Perfektion der Wiedergabe abhängen: Die allgemeine Auffassung im Shintō besagt, dass nur fehlerfrei vorgetragene Norito die Erfüllung der damit vorgetragenen Bitte garantieren (vgl. Kotodama). Allerdings sind Norito nur indirekt Gebete im Sinne von an den oder die Kami gerichteten Bitten, vielmehr handelt es sich bei ihnen um eine Form von Respekts- oder Dankbarkeitsbezeugung, welche die Harmonie mit den Kami bestätigen soll.
Jede Zeremonie und jedes Fest (Matsuri) im Shintō hat mindestens ein passendes Norito. Im Staats-Shintō wurden die in den Shintō-Schreinen vorgetragenen und bis dato noch oft uneinheitlichen Norito weitestgehend durch die Regierung für ganz Japan standardisiert, was jedoch nach Ende des Zweiten Weltkriegs teilweise wieder rückgängig gemacht wurde.
Linguistisch sind die Norito des Engishiki von großer Bedeutung da obwohl erst im 10. Jahrhundert kompiliert, sie den älteren Sprachstand der altjapanische Sprache spätestens des 8. Jahrhunderts erhalten haben.